# Coca-Cola
Cet article concerne la boisson. Pour la société, voir The Coca-Cola Company. Pour les autres significations, voir Coca (homonymie).
Coca-Cola, parfois abrégé Coca ou Cola dans les pays francophones ou Coke en Amérique du Nord et dans certains pays européens et africains, est une marque américaine de soda de type cola fabriquée par The Coca-Cola Company. Cette marque a été déposée en 1886. Ce nom provient de deux ingrédients utilisés pour sa composition originelle : la feuille de coca et la noix de kola.

## Histoire

### Création
À la fin de la guerre de Sécession à laquelle il participe, John Pemberton est pharmacien à Columbus (Géorgie) et possède un petit laboratoire à Bay City (Michigan). En 1870, il s'installe à Atlanta, le marché étant plus important que celui de Columbus et de Bay City. Vétéran de la guerre de Sécession, John Pemberton a contracté une addiction à la morphine à la suite du traitement des douleurs dues à ses blessures. Il est alors à la recherche d'une boisson qui pourrait lui permettre de se désintoxiquer progressivement.
La première recette ancêtre du Coca-Cola, le French Wine Coca, est inventée par John Pemberton en 1885. Il s'agit d'une boisson alcoolisée à base de coca, de noix de kola et de damiana. Pemberton s'est probablement inspiré, de la recette du vin Mariani (d'où l'appellation French Wine Coca), un mélange de vin de Bordeaux et de feuille de coca créé par le pharmacien corse Angelo Mariani en 1863. La vente du French Wine Coca se poursuivra jusqu'à la mort de Pemberton en 1888.

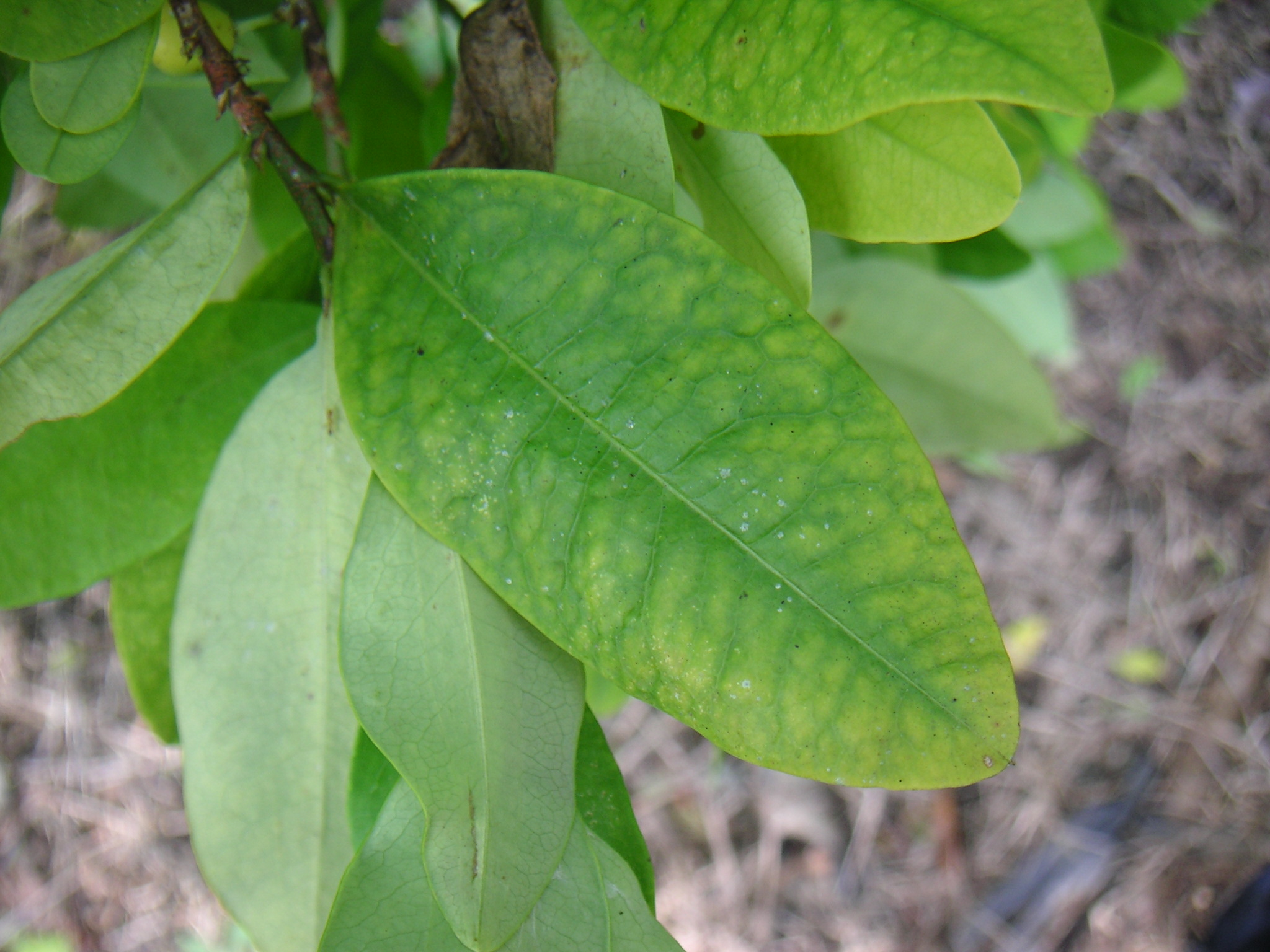
Feuille de coca.
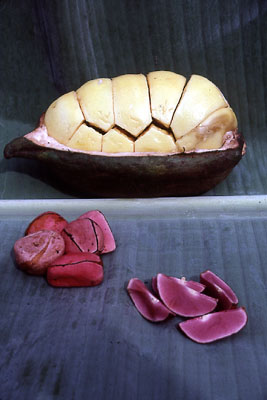
Noix de kola.
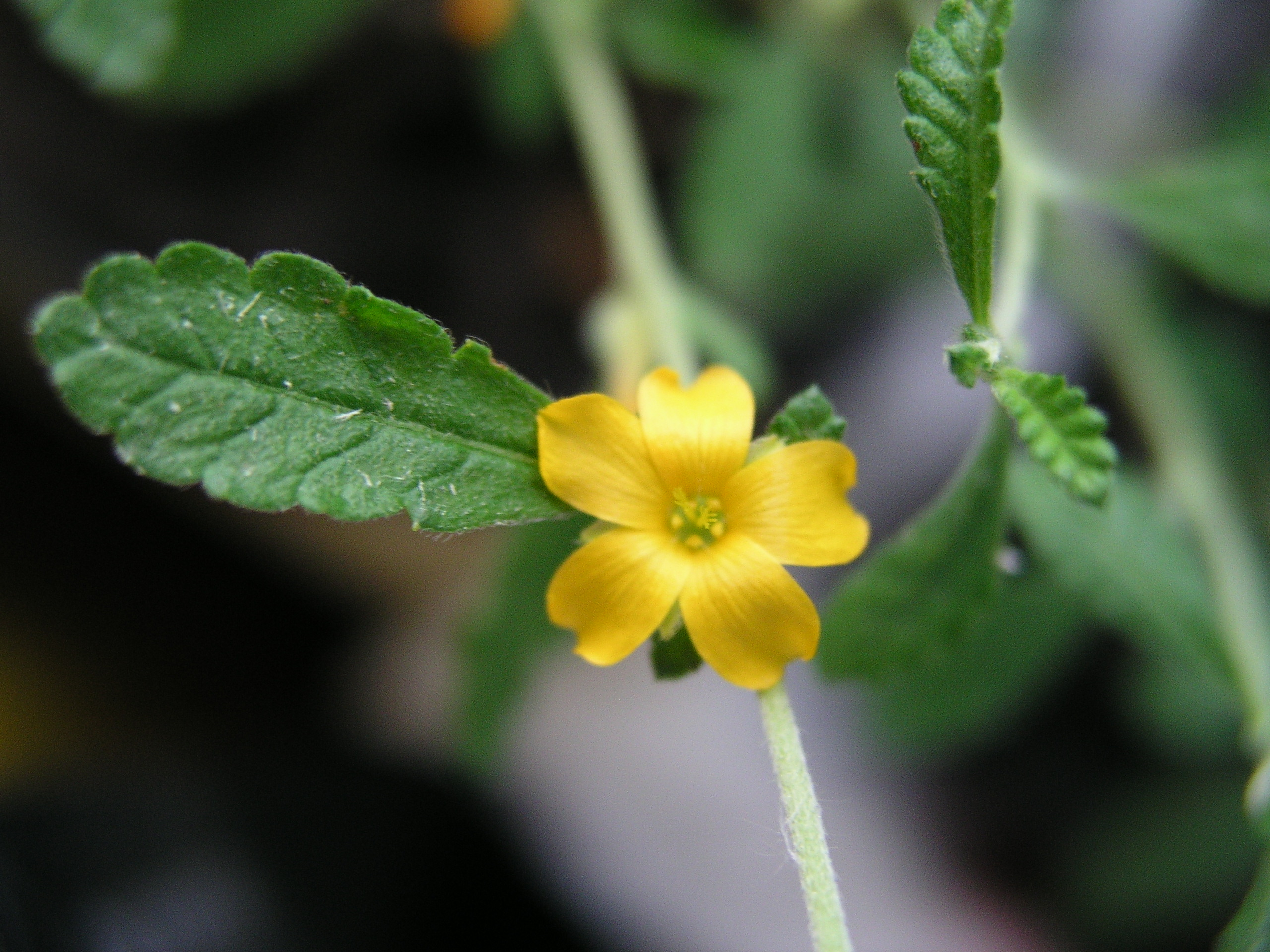
Damiana.

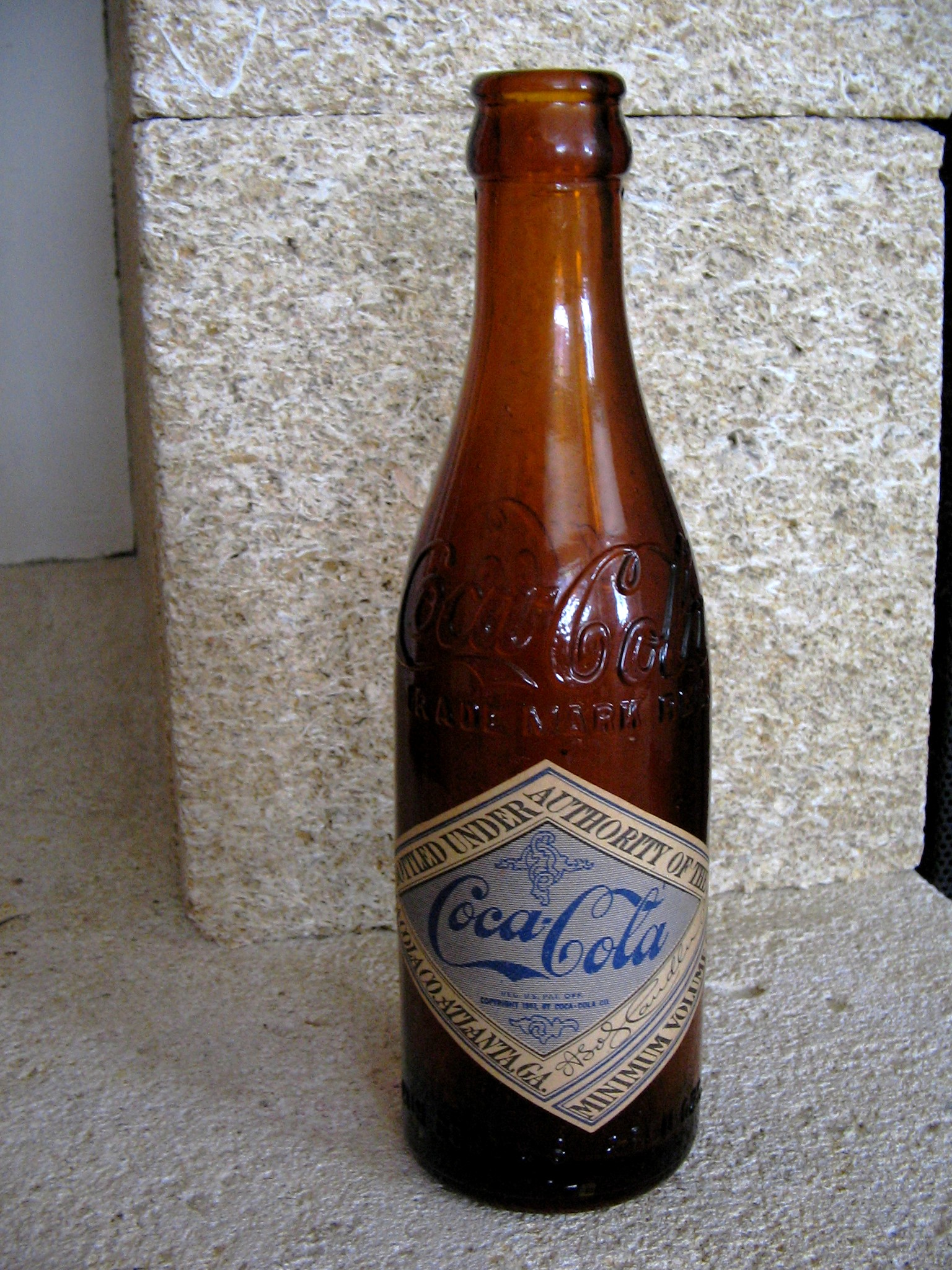
Bouteille US « Dark Amber » avec son étiquette dite « Diamond » vers 1905 (collection privée).

Le 25 novembre 1885, le maire d'Atlanta organise un référendum sur la question de l'interdiction de l'alcool dans la ville. Atlanta devient une ville « sèche » pour une période d'essai de deux ans durant lesquels la vente d'alcool est interdite. Ainsi, l'enjeu pour la jeune compagnie sera d'offrir une boisson sans alcool, tranchant avec les orangeades et procurant les effets du bourbon. Pemberton va développer une version sans alcool de sa boisson. Cependant, toujours avec la coca, son principal ingrédient actif, qui subsistera dans la recette jusqu'à la fin du XIXe siècle. Pemberton s'associe à Frank Robinson, un comptable de formation et surtout, un homme ambitieux. Il le rencontre en présence de son associé Ed Holland en 1885. De cette association, naît officiellement la marque Coca-Cola et la Pemberton Chemical Company. Frank Robinson est, pour certains, l'initiateur de la création du nom de la nouvelle boisson, de la calligraphie spencerienne de son logo et l'initiateur d'un recours massif à la publicité. 
« Coca‑Cola (est) servi pour la première fois le 8 mai 1886 à la pharmacie Jacob’s » dans le quartier de Five Points, Atlanta (en), qui appartient au docteur  Joseph Jacobs,,. Il est composé du sirop de Pemberton, auquel s'ajoute de l'eau gazeuse. À l'entrée de son bâtiment, la fontaine à soda tenue par la famille Venable, propose avec le Coca-Cola de « soulager l’épuisement physique et moral », a grand succès,. Cependant, le pharmacien Jacobs revendra rapidement la totalité de ses droits sur la marque Coca-Cola à ses anciens associés.
Le 6 juin 1887, Pemberton fait inscrire la marque au registre du commerce, ce qui fait de lui l'unique propriétaire, aux dépens de ses anciens associés. La même année, l'homme d'affaires Asa Griggs Candler achète Coca-Cola à Pemberton pour 2 300 dollars, profitant, avec Frank Robinson, de la maladie de Pemberton pour la lui racheter de force. 

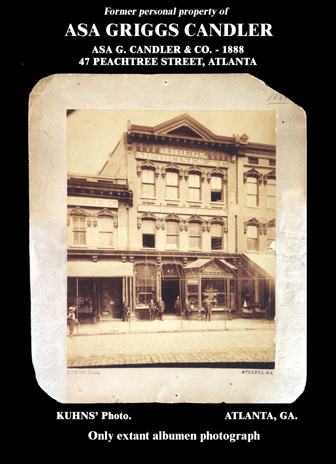
Pemberton et Candler devant la pharmacie Candler à Atlanta, le jour du rachat par Candler des actions restantes de Coca Cola Company à Pemberton, (Kuhns' Photo, avril 1888).

Candler, à l'aide d'une campagne marketing intense, donne son essor à la boisson. Elle est mise en bouteille pour la 1re fois en 1894 par Joe Biedenharn, dans l'arrière-salle d'une fabrique de confiseries, à Vicksburg, dans le Mississippi.

### Remplacement de la cocaïne par de la caféine
Au début des années 1900, Coca-Cola décide de remplacer la cocaïne par de la caféine.

Selon Michael M. Cohen, c'est à la fois une histoire de racisme, et de marketing :
En l'espace d'une décennie, l'attitude du public à l'égard de la cocaïne a radicalement changé. Ce changement a tout à voir avec l'adoption de la drogue par la classe ouvrière noire du sud des Etats-Unis. [...] les ouvriers noirs de la région de la Nouvelle-Orléans ont commencé à consommer de la cocaïne pour les aider à supporter les longues et dures journées de travail physique. L'usage de la cocaïne s'est étendu aux travailleurs des plantations et des zones urbaines du Sud. Elle est également devenue une drogue récréative populaire dans les quartiers noirs et métis.
Un lien fut établi en 1901 entre les dangers de la consommation de cocaïne par les Noirs et les boissons gazeuses contenant cette drogue. Le Coca-Cola, entre autres, pouvait "cultiver inconsciemment" une habitude de consommation. Voilà pourquoi, Grigs Candler a finalement demandé que la formule du Coca-Cola soit modifiée, en remplaçant la cocaïne par des doses de sucre et de caféine.
Officiellement, la boisson ne contient plus de cocaïne depuis 1903, mais après un contrôle surprise de la US Food, Drug and Insecticide sur le produit, il s'avère qu'on en détecte encore des traces après 1929. Des recherches scientifiques montrent qu'un verre de Coca-Cola en 1886 contenait environ neuf milligrammes de cocaïne. En 1911, le directeur du Bureau de chimie du département de l'agriculture américain Harvey Washington Wiley (en) affronte la firme et son important service de chercheurs, l'accusant d'user à tort du nom de « Coca-Cola » alors qu'elle ne contient plus de cocaïne et d'utiliser illégalement de la caféine comme additif. L'affaire se termine en 1916 devant la Cour suprême, qui exige que l'entreprise paye les frais de justice et réduise le taux de caféine de son soda. Cette affaire juridique est un jalon important dans l'élaboration de normes sur l'étiquetage.

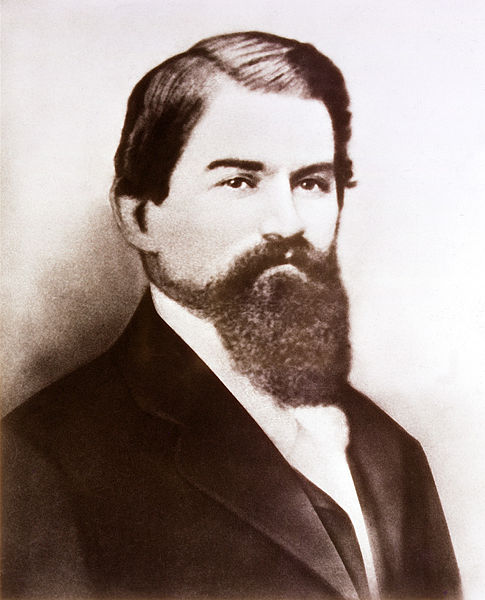
L'inventeur Dr. John Stith Pemberton (1831-1888).
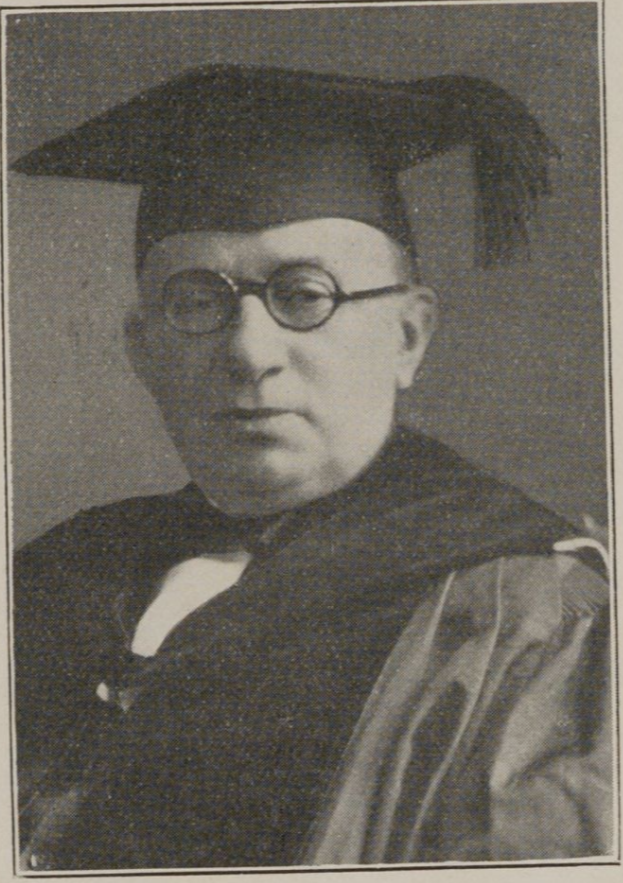
Le pharmacien Dr. Joseph Jacobs (1859-1929).
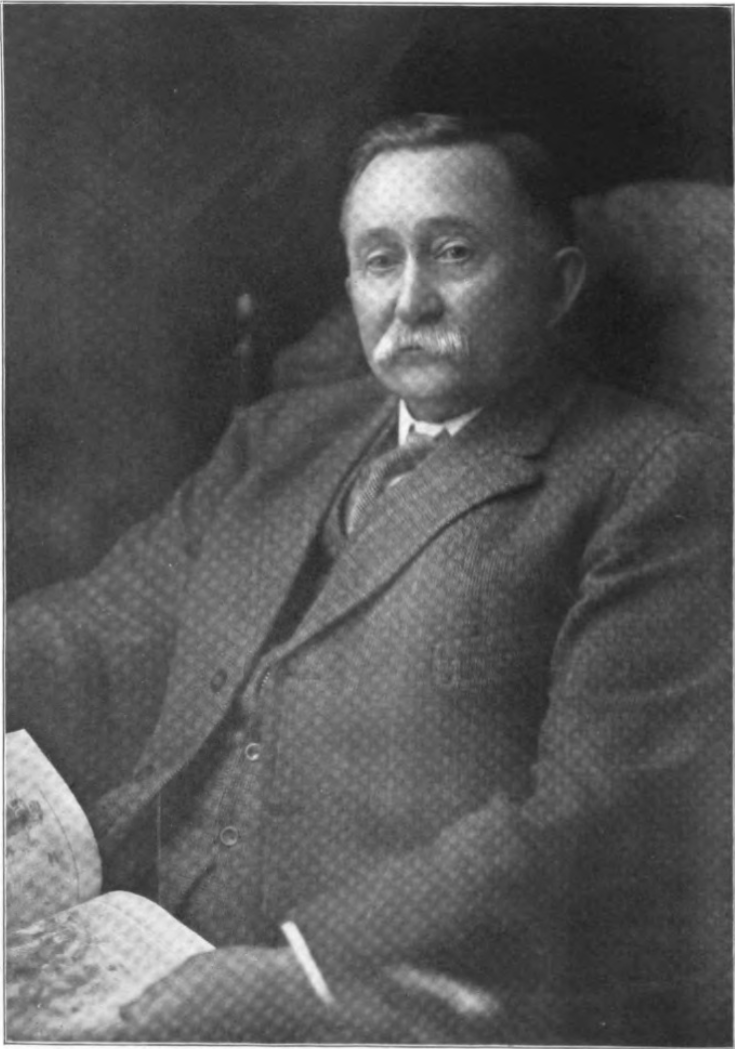
Le créateur Frank Mason Robinson (1845-1923).
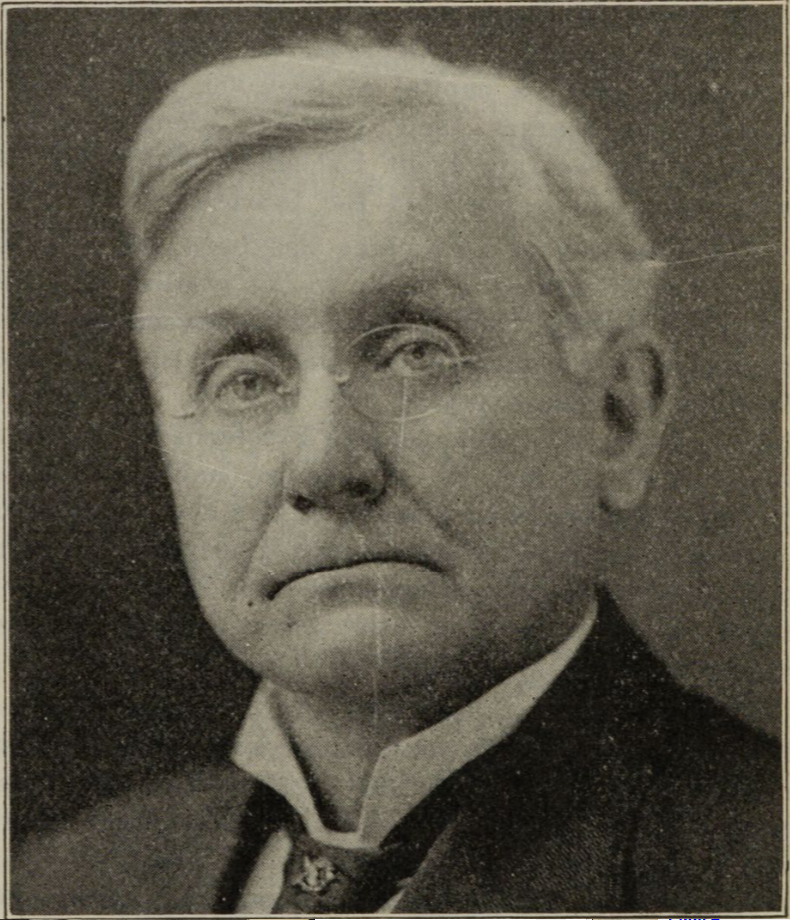
L'homme d'affaires Asa Griggs Candler (1851-1929).

### En France
Après la fin de la Première Guerre mondiale en 1918, les soldats américains mobilisés en attente dans des camps de transit, doivent embarquer vers les États-Unis. Un Américain habitant la France, Raymond Linton, a l'idée de vendre la boisson à ses compatriotes. Raymond Linton livre son témoignage sur les premières livraisons : « Le premier envoi de Coca-Cola vers la France est arrivé à Bordeaux, au printemps 1919,. Les services de la douane n'avaient pas un tel produit sur leurs listes et ils refusaient de m'écouter quand je leur expliquais que ce n'était pas de l'extrait de coca. Ils furent même très surpris lorsque leurs chimistes fournirent les résultats des analyses. » Le succès des ventes aux soldats américains poussa l'entreprise à s'implanter à Paris, le 11 juillet 1919,. Mais la production française ne débuta qu'en 1921.
En 1933, le café de l'Europe à Paris, près de la gare Saint-Lazare propose une nouvelle boisson, le Coca-Cola.

### Troisième Reich
Jusqu'à la Seconde Guerre mondiale, l'Allemagne du Troisième Reich représente le second marché de la compagnie Coca-Cola après les États-Unis, avec une production de plus de cent millions de bouteilles. En 1928, Robert Woodruff, alors président de la compagnie, participa à deux soirées privées organisées par Göring et Goebbels. Son séjour dépassa donc le cadre de la banale visite de courtoisie aux dignitaires d'un pays au marché important. Max Keit, responsable de la compagnie en Allemagne entre autres et proche du pouvoir politique ainsi que Nicholas Rouks, directeur des ventes outre-Atlantique, plaçaient des publicités pour son soda, dès qu'un magazine mettait le Führer en couverture, mais aussi dans les pages de Die Wehrmacht, le périodique de l'armée allemande, ou encore à la radio où le jingle Coca-Cola est souvent le premier spot publicitaire suivant le Reichsrundfunk, le journal d'information du IIIe Reich,. En 1937, Coke est l'une des attractions d'une exposition berlinoise à la gloire des ouvriers du Reich.
À cette époque, la firme entreprend une stratégie d'expansion et pour la compagnie, le marché européen se doit de poursuivre son commerce même pendant la guerre. Cela explique la vente de la boisson en France et en Allemagne, alors qu'en 1942, l'administration F.D. Roosevelt accorda à la firme d'Atlanta le statut de « fournisseur de guerre », ce qui lui permit d'échapper à la restriction sur le sucre aux États-Unis. Ce fut la même chose en Allemagne.

### Époque actuelle

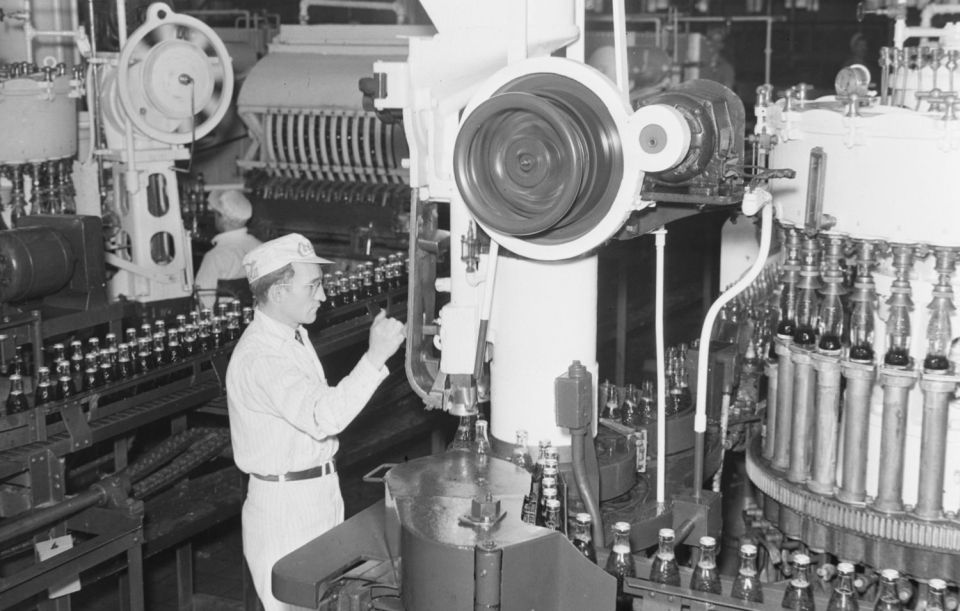
Usine d'embouteillage, rue Bellechasse à Montréal, Canada. 8 janvier 1941.

Le Coca-Cola peut s'identifier à la « bouteille à contours », conçue en 1915 par Earl R. Dean (en). Cependant, la bouteille à contours avec le logo que l'on connait n'est reconnue comme une propre marque commerciale par l'office américain des brevets qu'en 1960, bien qu'un brevet fût apparemment déposé en 1916. La boisson et ses campagnes publicitaires ont eu un impact significatif sur la culture américaine. Une rumeur affirme que la société a créé l'image moderne du Père Noël sous les traits d'un vieil homme habillé en rouge et blanc, autrefois vert et blanc. Toutefois, si les campagnes publicitaires d'hiver dans les années 1930 ont repris cette image, le personnage était déjà connu auparavant. Les campagnes publicitaires montrant des pin-ups, contributions d'artistes tels que Bradshaw Crandell, ou Gil Elvgren, ont aussi beaucoup contribué à la reconnaissance de la marque. D'autre part, l'entreprise comprend très tôt les retombées médiatiques qu'elle pouvait tirer des évènements sportifs. Elle est présente sur les Jeux olympiques depuis les Jeux olympiques d'été de 1928. Cette qualité de partenaire « historique » du mouvement olympique n'est sans doute pas innocente dans le choix de la ville d'Atlanta pour l'organisation des Jeux olympiques d'été de 1996. Coca-Cola est aujourd'hui partenaire des principaux événements sportifs (Jeux olympiques, Coupe du monde de football, Tour de France jusqu'aux années 2000).
Dans les années 1980, l'entreprise annonce la modification définitive de la formule utilisée pour la fabrication de sa boisson. L'origine de cette décision serait des tests en aveugle montrant que les gens préfèrent la boisson concurrente Pepsi-Cola. Le Pepsi utilise plus d'essence de citron, moins d'essence d'orange et la vanilline à la place de la vanille[réf. nécessaire]. La nouvelle boisson, nommée New Coke aux États-Unis, est testée en aveugle et se trouve préférée à la recette originelle. Malgré ces tests concluants et une très grosse campagne publicitaire, la nouvelle recette est un fiasco commercial. Le 10 juillet 1985, la société relance l'ancienne formule sous le nom de Coca-Cola Classic (en fait, le Classic utilise du sucre de maïs au lieu du sucre de canne de la boisson d'origine, mais cela ne modifierait pas le goût du produit). Le résultat est surprenant : les ventes totales des deux boissons sont plus importantes. Parce qu'une stratégie d'évolution de la formule du produit étalée sur le temps aurait probablement été plus efficace, certains[Qui ?] suspectent que la société a volontairement orchestré ces changements abrupts afin de présenter un nouveau produit qui revivifierait l'attrait pour la ligne classique. Le président de l'entreprise, Donald Keough répondra : « Nous n'étions ni assez intelligents ni assez stupides pour cela. »
Il s'avèrera ensuite que l'opération visait principalement à libérer la firme d'engagements tarifaires contraignants avec ses clients du marché de gros : le produit n'existant plus, la firme reprenait sa liberté ; le changement remplaçait aussi la vanille (Coca-Cola achetait 50 % de la production de vanille de Madagascar) par de la vanilline moins chère, à l'instar de Pepsi.
Trois ans après son lancement, en mars 2009, la marque annonce au magazine LSA qu'elle va cesser « la production et la commercialisation » du Coca-Cola BlāK. Les ventes n'auraient jamais été au rendez-vous avec moins de 1 % du marché français des boissons pétillantes.
En 2012, les deux seuls pays où le Coca-Cola ne peut être commercialisé, du moins officiellement, sont la Corée du Nord et Cuba, en raison de l'embargo commercial auquel ils sont soumis de la part des États-Unis (respectivement depuis 1950 et 1962). Le 5 février 2014, le groupe investit 1,25 milliard de dollars USD pour prendre 10 % du capital de Green Mountain Coffee Roasters, spécialisé dans la fabrication de machines à soda. L'objectif est de concevoir ensemble « une machine de fabrication de sodas à domicile, avec un système de dosettes » de la marque.
En 2013, en vue de la Coupe des confédérations 2013, le Brésil commercialise des bouteilles remplaçant chacune le rouge par une couleur différente.
Le 24 décembre 2014, le Wall Street Journal annonce que l'entreprise prévoit de supprimer entre 1 000 et 2 000 postes en janvier 2015 à la suite de difficultés économiques (-14 % de bénéfice au 3e trimestre 2014).
En avril 2015, l'entreprise lance une offre d'acquisition sur l'entreprise de boisson chinoise, China Culiangwang Beverages, filiale de China Culiangwang, pour 400,5 millions de dollars. En janvier 2016, elle acquiert une participation de 40 % dans Chi, une entreprise nigériane de jus de fruit et de boissons.

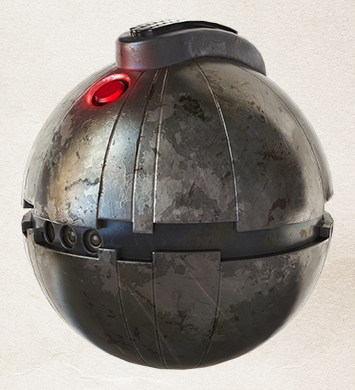
Détonateur thermique donnant la forme aux canettes exclusives de Star Wars: Galaxy's Edge.

Le 13 avril 2019, Disney Parks et Coca-Cola annoncent des canettes exclusives aux zones Star Wars: Galaxy's Edge pour le Coca-Cola, le Diet Coke, le Sprite et le Dasani avec des écritures en Aurebesh et de forme sphérique ; mini droïde BB-8 ou détonateur thermique,. Le 30 août 2019, la TSA lève son interdiction sur les cannettes de Coca-Cola exclusives à Star Wars: Galaxy's Edge en forme de grenade.
En juin 2021, à l'Euro 2020, lors d'une conférence de presse l'attaquant portugais Cristiano Ronaldo a écarté les bouteilles de Coca-Cola placées devant lui et a expliqué préférer l'eau au Coca-Cola. Cela aurait fait chuter la capitalisation boursière du groupe de 4 milliards de dollars en quelques secondes,.
En 2022 est lancée aux États-Unis une édition Marshmello ainsi que Dream, Space et Pixel. Au Japon, une édition Bleach est lancée. En 2024, une édition limitée célébrant l'Afrique et dénommée Coca-Cola Wozzaah, est commercialisée en Algérie, au Maroc et au Nigeria. La saveur du cola classique est mêlée à celle de fruits exotiques et d'épices. Ailleurs, une édition K-Pop et Oreo sont également lancées.

## Description du produit

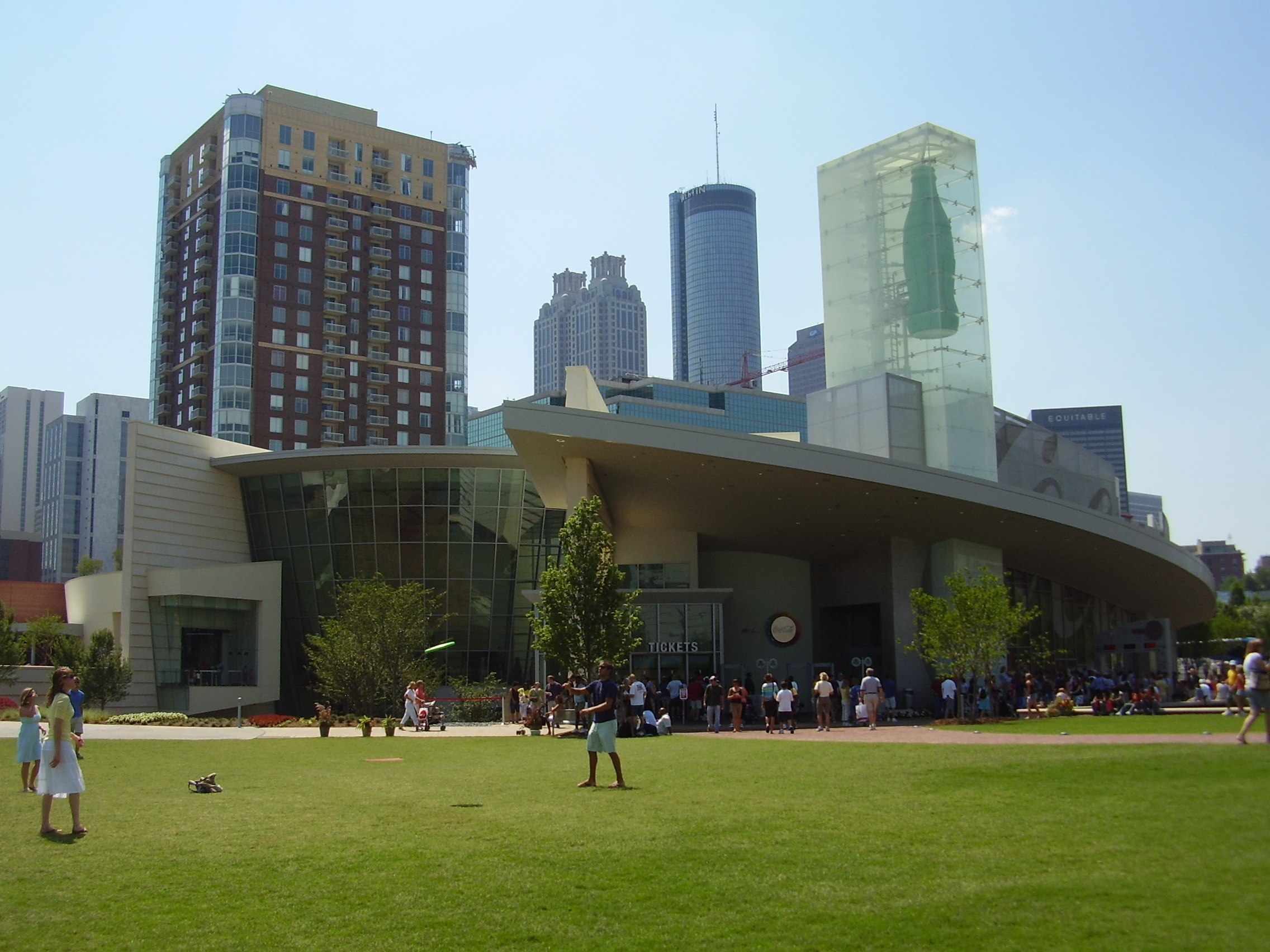
Bâtiment du World of Coca-Cola à Atlanta.

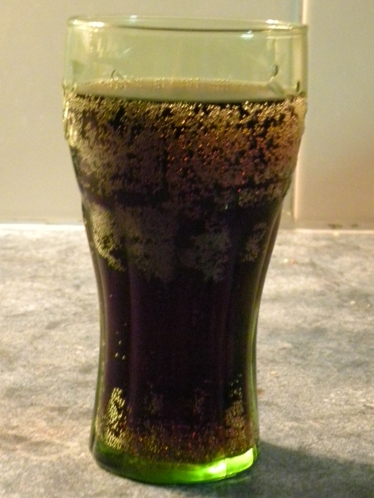
Un verre de Coca-Cola.

La formule du Coca-Cola actuelle n'est pas communiquée par la firme au nom du secret industriel. Celle de Pemberton, ayant fait l'objet d'un brevet, est en revanche maintenant dans le domaine public, bien qu'interdite de fabrication compte tenu de ses ingrédients. La firme, depuis sa création, entretient un certain mystère sur sa recette. Le document repose depuis 2011 dans le musée de l'entreprise, World of Coca-Cola, situé à Atlanta.

### Ingrédients
La fiche officielle du produit annonce simplement de l'eau gazéifiée, du sucre (sirop de maïs à haute teneur en fructose ou saccharose selon les pays), le colorant caramel E150d, de l'acide phosphorique comme acidifiant, des extraits végétaux et un arôme caféine. Néanmoins, d'après William Reymond (auteur du livre Coca-Cola, L'enquête interdite), on peut trouver sur Internet et dans son livre la recette de la boisson, comprenant notamment un mélange de sucre, d’acidifiants (acide phosphorique E338, acide citrique E330, dioxyde de carbone E290, acide benzoïque E210 ou du benzoate de sodium E211 actifs contre les champignons, dioxyde de soufre E220 actif contre les bactéries), d'huiles essentielles stabilisées par un émulsifiant (glycérine E442) ou par la gomme arabique E414, de caféine, vanille et du colorant caramel E150d au sulfite d'ammonium. 
Il s'agit là, cependant, d'un secret qui ne concerne que le procédé de fabrication. Pour ce qui est des ingrédients, des chimistes ont une liste parfaitement quantifiée depuis l'invention des techniques de chromatographie. 
Sa saveur particulière provient principalement du mélange de sucre et des essences d'orange, citron et vanille. Les autres ingrédients (acide phosphorique…) interviendraient moins dans son goût.
Un Coca-Cola normal (celui qui contient du sucre) contient un peu plus de 100 g de sucre et 420 kcal par litre,. Sa concentration en sucre est très proche du jus d'orange pressé (~110 g/litre)[réf. nécessaire]. 
L'acide phosphorique, incorporé au taux de 0,05 %, confère au Coca un pH de 2,48. Il faut savoir cependant que l'ingestion répétée d'acide phosphorique est connue en médecine pour entraver le fonctionnement des reins et favoriser les calculs rénaux. Des chercheurs américains ont interrogé 500 personnes pour lesquelles une insuffisance rénale a été récemment diagnostiquée ; ils constatent à partir de la description de leur régime alimentaire qu'à partir de deux verres consommés par jour, le risque d'insuffisance rénale est multiplié par deux. Il en est de même avec le Coca-Cola Light. En revanche, aucune association n'a été trouvée avec les autres sodas, ce qui renforce la suspicion à l'encontre de l'acide phosphorique. À la suite de ces suspicions, l'ESFA a réexaminé l'apport maximal tolérable de phosphore et a conclu qu'il n'y avait pas de corrélation significative entre la consommation de phosphore (dont l'acide phosphorique) et les effets indésirables dont cet additif pouvait être accusé (notamment la perturbation dans l'équilibre du calcium dans l'organisme ou risque d'atteinte rénale). Chaque fabricant sous licence de la boisson reçoit le concentré en poudre dans de gros flacons et se contente d'y ajouter l'eau, le sirop de fructose et le gaz. Comme l'eau n'a pas tout à fait le même goût dans les différentes régions, celle-ci est nano-filtrée afin de neutraliser son goût partout dans le monde. On peut trouver que celui du Coca-Cola varie entre différents pays, cela n'est dû qu'à une différence de dosage dans les recettes, par exemple, la boisson en Espagne sera plus sucrée qu'en France. L'effet stimulant originel est alors produit par les feuilles de coca et par la caféine des noix de kola. En 1906, le Coca-Cola, vendu comme tonique pour le cerveau, fut quasiment privé de cocaïne (1/400e de grain par once de sirop), cette proportion persistant jusqu'en 1929. La technologie a désormais supprimé toute trace de cocaïne.  
La société Coca-Cola est le plus grand consommateur mondial d'extrait de vanille naturelle. Ainsi, quand une nouvelle formule fut utilisée en 1984 pour le New Coke, l'économie de Madagascar s'écroula. En effet, la nouvelle formule utilisait un substitut synthétique (la vanilline) et les achats d'extrait de vanille furent divisés par deux. Inversement, la sortie récente d'une formule à l'éthylvanilline a fait monter les prix. La vanilline reproduit exactement la molécule principale de l'arôme de vanille naturelle. La plus grande richesse de bouquet de la vanille naturelle est due à la présence d'autres composés aromatiques.
Un article paru le 18 février 1979 dans The Atlanta Journal-Constitution raconte que le journaliste Charles Salter prétend avoir retrouvé dans un document datant de 1910 des notes de John Pemberton décrivant la recette secrète,.

### Différences par pays
La composition du Coca-Cola varie en fonction des réglementations applicables et des pays.
Sucres

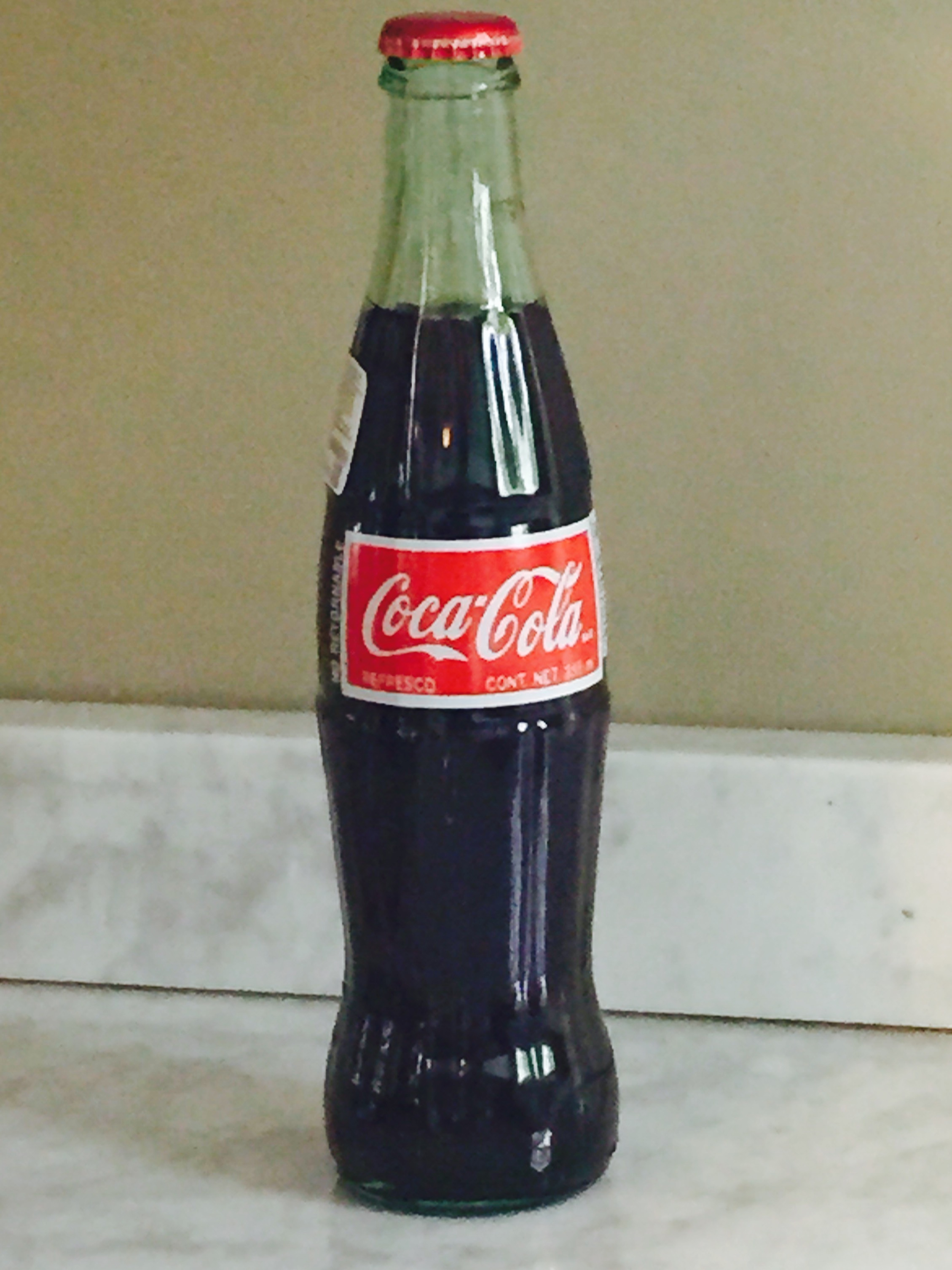
Coca-Cola vendu au Mexique.

Dans des pays comme la Bulgarie, la Roumanie, la Slovaquie et la Hongrie, des sucres moins chers sont utilisés,, comme l'isoglucose (glucose d'amidon de maïs) accusé de favoriser l'obésité et le diabète. Cependant, aucun lien de causalité n'a aujourd'hui été démontré entre consommation d'isoglucose et apparition de l'obésité, les spécialistes s'attachant à dire que l'origine de cette maladie est multifactorielle.
Au Mexique, du sucre de canne est utilisé au lieu du sirop de maïs à haute teneur en fructose. Selon ses consommateurs, ce changement donnerait à la boisson un goût « plus naturel ».
Colorant caramel
La teinte caramel est obtenue à l'aide du colorant caramel au sulfite d'ammonium E150d. Ce colorant chimique est sujet à débat, du fait de la présence d'un résidu de fabrication, le 4-méthylimidazole 4-MEI, reconnu toxique et cancérigène possible. Les évaluations des agences sanitaires sont aujourd'hui différentes suivant les pays (l'Europe est moins contraignante), et un état comme la Californie a adopté début 2012 une DJA très faible (29 µg par jour).
Cependant, l'AESA a réexaminé en 2011, la sécurité du caramel colorant E150d en s'appuyant sur les études récentes et en prenant en compte la présence du 4-MEI. Elle a conclu que l'étude utilisée en Californie montrant un effet cancérigène pour ce composé était biaisée et ne pouvait être prise en compte. Il a ainsi été établi que ce colorant dans les conditions d'utilisation réglementaires, ne présente pas de risque. Il est donc autorisé.
Le 8 mars 2012, Coca-Cola annonce qu'il a demandé à ses fournisseurs de baisser la teneur en 4-MEI pour l'ensemble des États-Unis.
D'après le CSPI (Center for Science in the Public Interest), en juin 2012, les doses de 4-MEI sont les suivantes pour une canette de 33 cl achetée dans le commerce : 56 µg en Chine, 267 µg au Brésil, 145 µg au Royaume-Uni, 144 µg à Washington aux États-Unis, et 4 µg en Californie.
Dans le documentaire d'Olivia Mokiejewski, le scientifique du CSPI donne les chiffres pour la France (normal : 79 µg, Light : 103 µg) et déclare que la consommation d'un Coca-Cola par jour (sans précision de la dose de 4-MEI) aboutirait à un cas de cancer (leucémie) pour 50 000 personnes. À relativiser avec les dangers du sucre signalés par le pédiatre Robert Lustig qui constate que des enfants de 8 à 10 ans ont aujourd'hui les mêmes maladies que des personnes de 60 ans. D'après lui, la consommation de boissons sucrées, si elle n'est pas compensée par une heure de sport par canette, est dommageable sur la durée de vie (crise cardiaque, AVC, démence, diabète, obésité). Ainsi, deux canettes (2 × 13 g de sucre) par jour réduiraient la durée de vie de 20 ans (comme deux paquets de cigarettes). Les consommateurs ne souhaitant pas consommer de sucre via les sodas peuvent cependant consommer les formules Light et Zero qui sont sans sucres et sans calories.

### Gamme

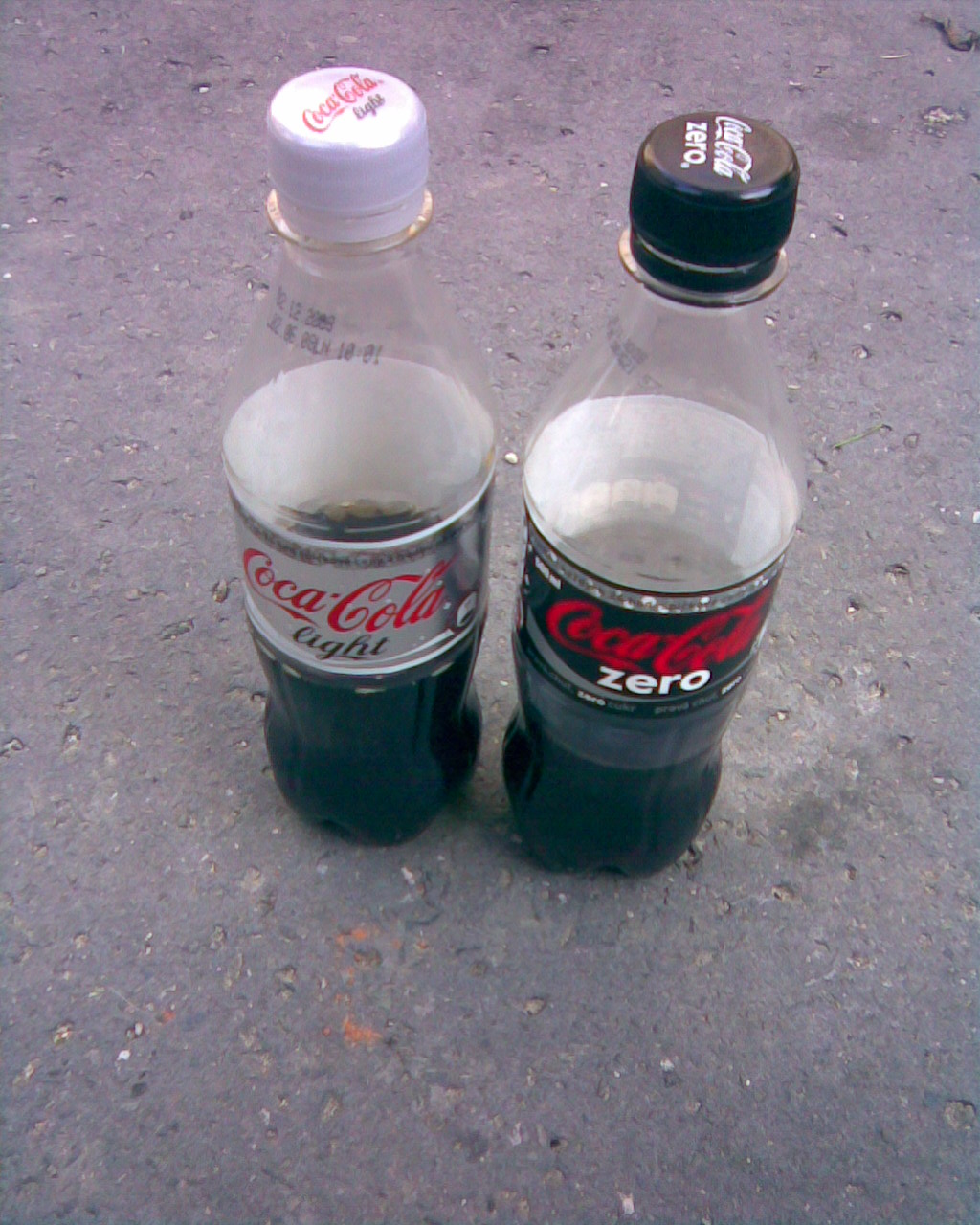
Bouteilles de Light et Zero.

La Coca-Cola Company a décliné son produit phare essentiellement dans les années 1980 et dans les années 2000. Dans les années 1980, trois déclinaisons principales sont lancées : « Light » (ou « Diet »), sans sucre, en 1982 ; « Sans caféine » en 1983 ; et « Cherry », arôme cerise, en 1985. Une formule alternative a également été lancée en 1985, « New » (ou « Coke II »), arrêtée depuis.
Les années 2000 ont vu la commercialisation de nombreuses déclinaisons : « Standard et Light Lemon » (arôme citron) et « Vanille » en 2002 ; « Light Lime » (arôme citron vert), « Raspberry » (arôme framboise) et « Zero » (sans sucre) en 2005 ; « Black Cherry Vanilla » (arômes cerise noire et vanille), « BlāK » (arôme café, arrêté depuis car produit trop de niche, n'ayant pas trouvé sa cible) et « Citra » (arôme agrumes) en 2006 ; et « Light Orange sanguine » en 2007. Par la suite, « Life », à teneur réduite en sucre (30 % de stevia, puis 40 % dans la version 2), est mise sur le marché en 2013 (Le Royaume-Uni est le premier à annoncer l'arrêt du Life à compte de juin 2017, à la suite de l'effondrement des ventes depuis 2015. D'autres pays devraient suivre).
Les déclinaisons Light et Zero sont toutes les deux sans sucre. Les deux produits sont presque identiques en dehors d'un additif et peut-être d'extraits végétaux. La principale différence tient du marketing. Ces deux déclinaisons ont leurs propres sous-gammes, reprenant en grande partie les autres déclinaisons de la gamme principale (Sans caféine, etc.).

### Publicité

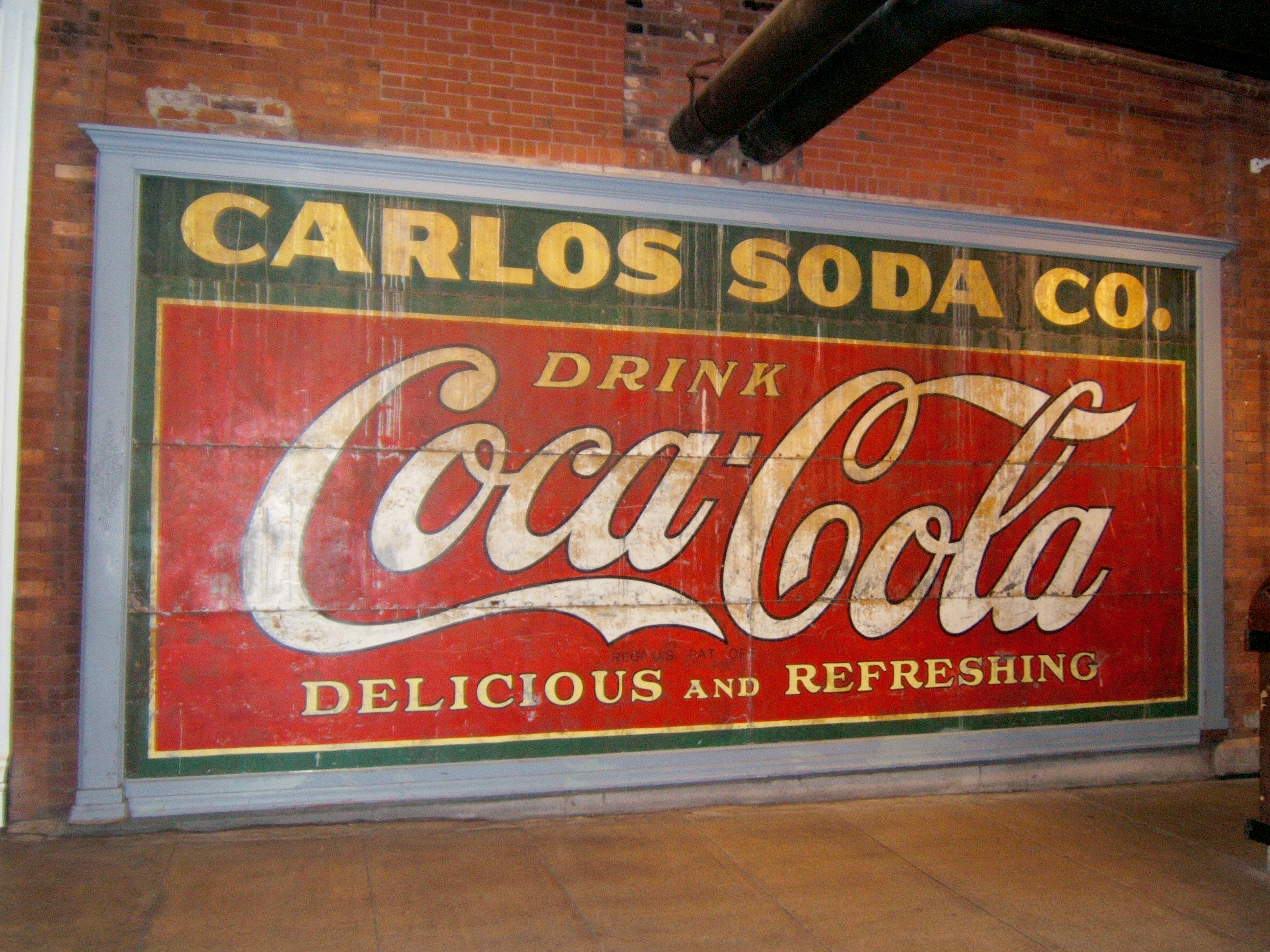
Ancienne publicité bien conservée dans une rue du vieil Atlanta, aujourd'hui souterraine.

La publicité pour Coca-Cola a significativement affecté la culture américaine. Au début du XXe siècle, Coca-Cola s'appuie sur des images de jeunes femmes élégamment habillées pour vendre ses boissons. 
La publicité Coca-Cola est ensuite fréquemment créditée pour avoir popularisé et standardisé l'image du Père Noël moderne avec sa barbe blanche et ses habits rouges (son pantalon et sa tunique doublés de fourrure blanche), grâce à l'illustrateur Haddon Sundblom qui est désigné en 1931 par l'entreprise d'Atlanta pour créer un nouveau Père Noël/Santa Claus plus commercial et inviter le consommateur à boire du coca-cola en plein hiver,. Cependant, ce motif du Père Noël associé à une boisson était déjà courant : White Rock Beverages utilise le Père Noël dans des publicités pour vendre de l'eau minérale dès 1915 puis à nouveau pour son soda au gingembre en 1923,.

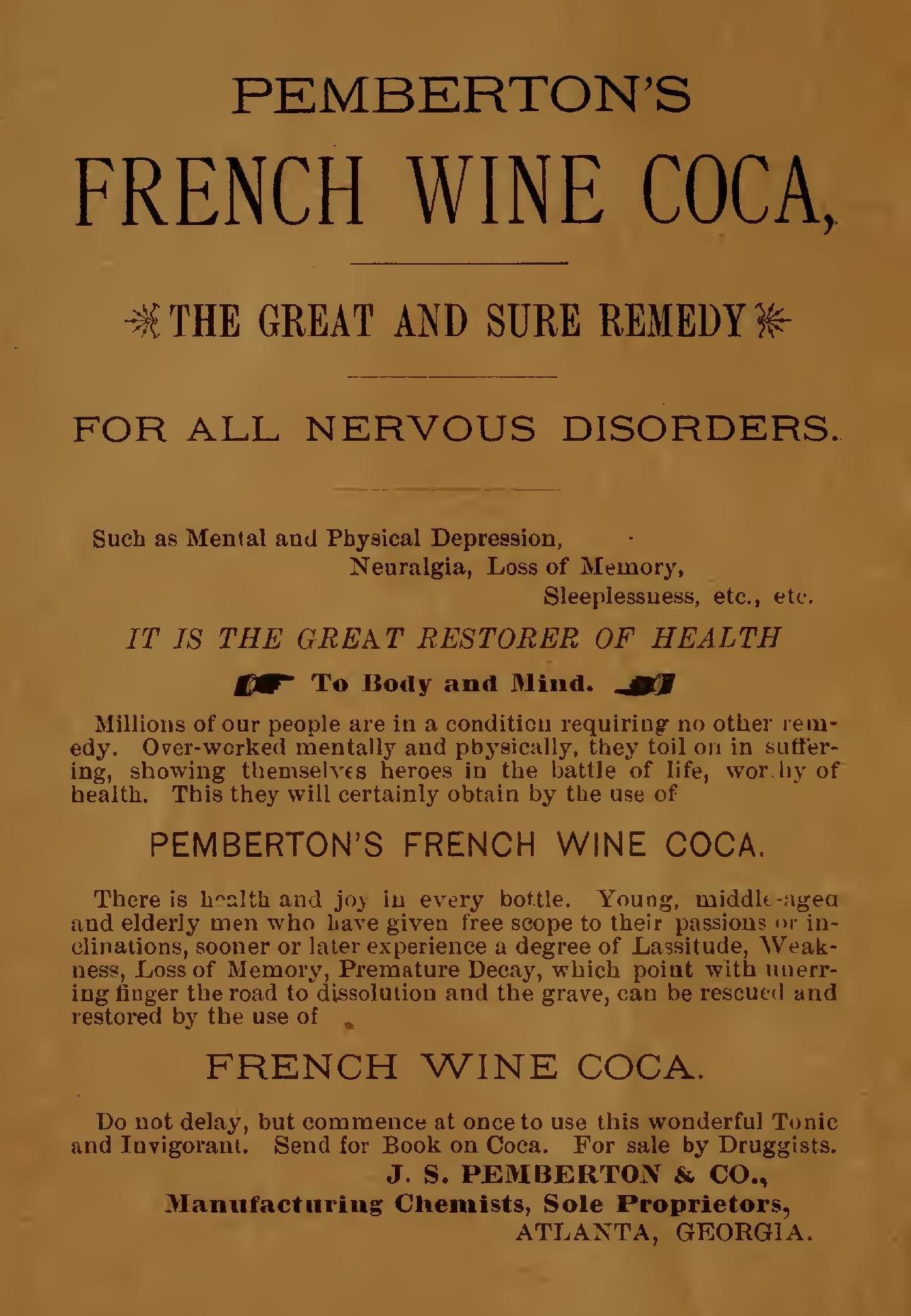
Publicité Pemberton pour le French wine coca (1885).
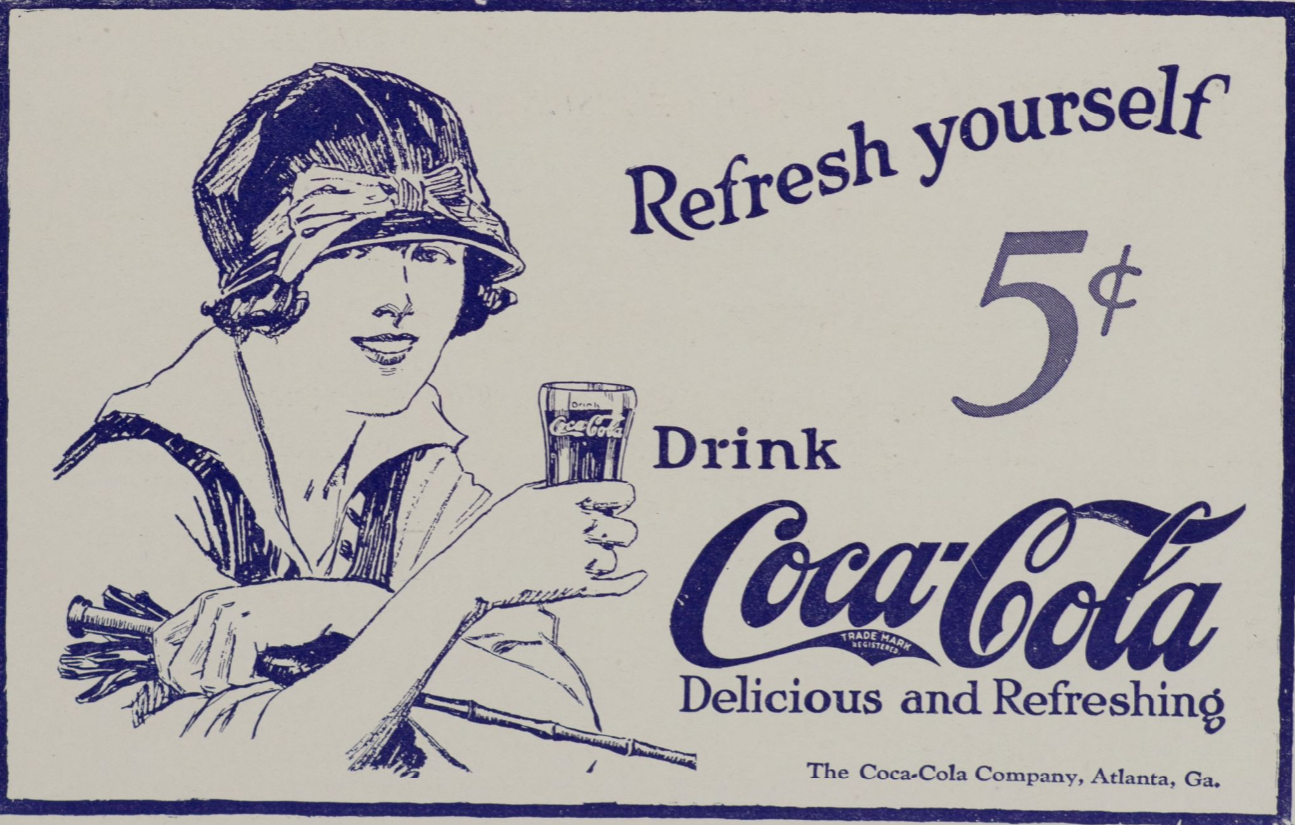
Publicité mettant en scène une jeune femme, parue dans The City Builder (1926).
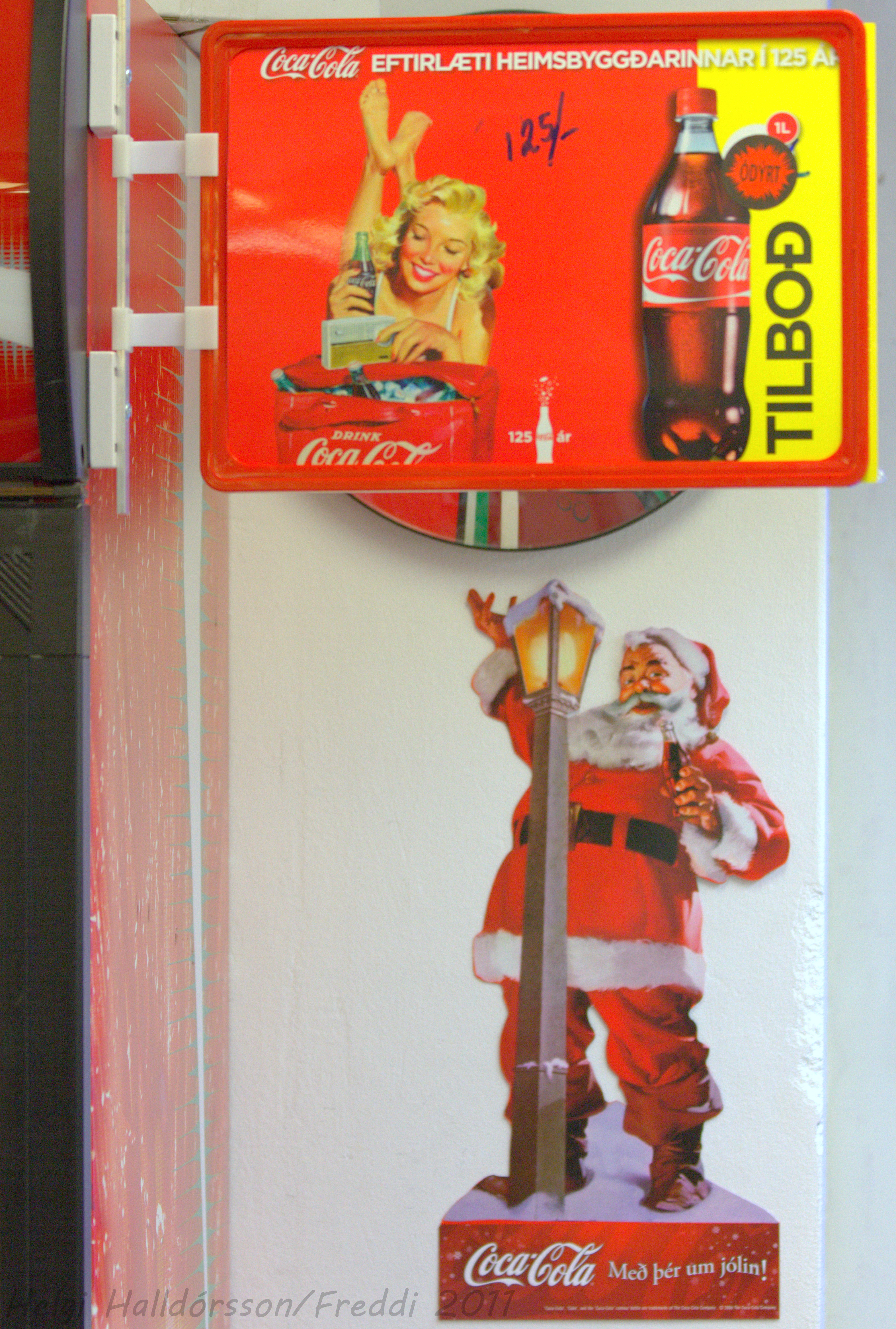
Reproduction d'une ancienne publicité utilisant le personnage de Santa Claus (Islande).

La société est partenaire d'évènements sportifs internationaux : Jeux olympiques depuis 1928, Coupe du monde de football depuis 1978.
De nombreuses personnalités ont participé à la promotion de la marque, la première collaboration officielle connue étant celle de l'actrice et chanteuse américaine Hilda Clark en 1901.

## Marché et consommation

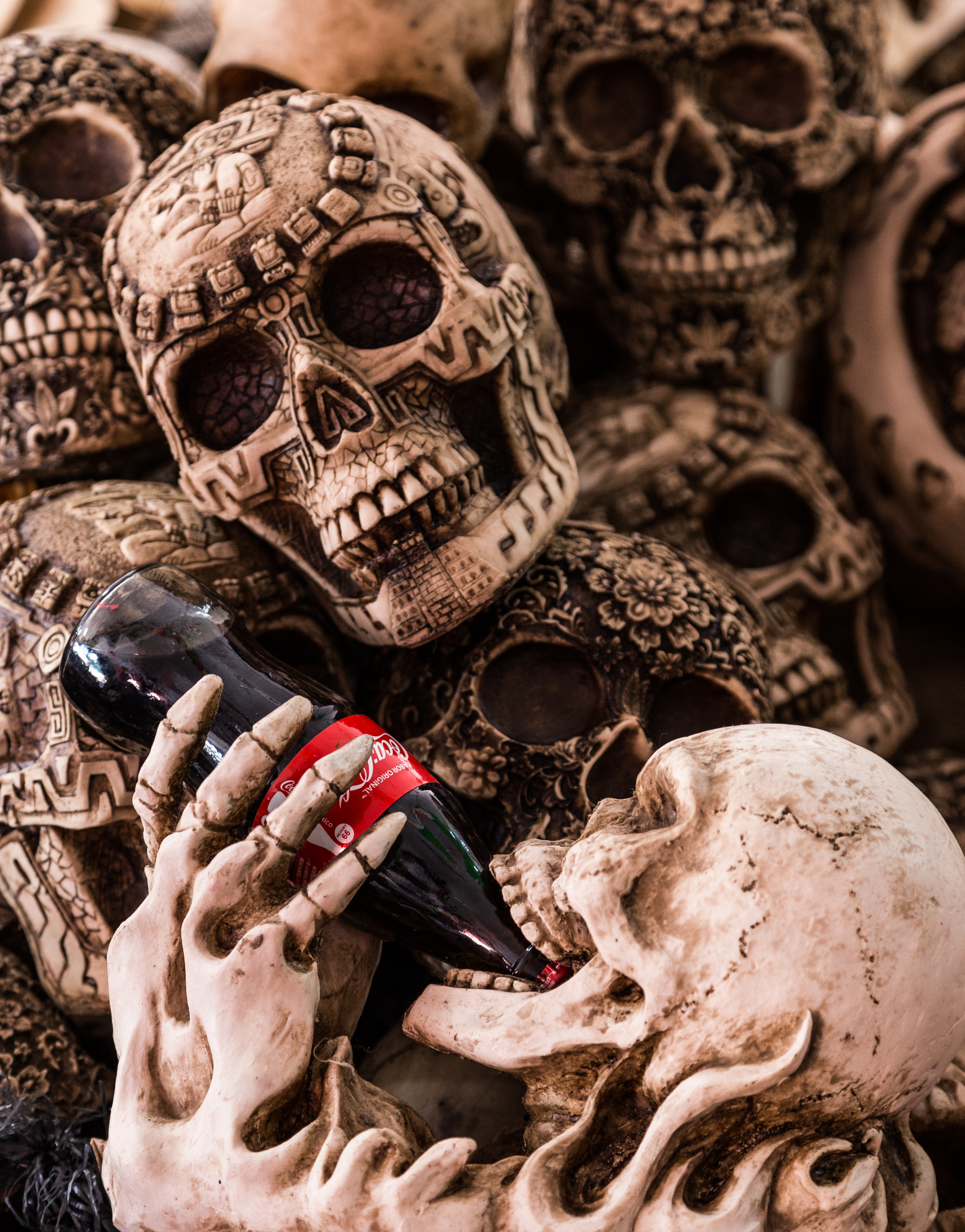
La surconsommation de Coca-Cola entraîne de graves problèmes sanitaires au Mexique, notamment des épidémies de diabète. Photographie prise lors de la foire d'Alfeñique, liées aux fêtes des morts mexicaines, à León.

Chaque jour, en 2015, environ 1,9 milliard de boissons sont vendues dans le monde. La progression de la consommation au Mexique est la plus spectaculaire, passant de 275 à 728 cannettes par habitant et par an de 1992 à 2012, dépassant celle des États-Unis, des Britanniques, des Chinois et des Indiens réunis.
Au fil des années, de nombreux sodas, ou colas alternatifs, ont fait concurrence à Coca-Cola. Ils incluent notamment : Kofola dès 1962, Selecto, Mecca Cola, Alp'Cola, Anjou Cola, la Loère Colas (en Touraine), le Montania Cola (en Haute-Savoie et Savoie), le Sowest Cola (sud-ouest de la France), le Breizh Cola (en Bretagne), Auvergnat Cola (en Auvergne), Colà-Occitan (en Languedoc-Roussillon), Biper Cola (cola basque), China Cola, Chtilà Cola, Cola'rdeche, Colt Cola (Aveyron), Corsica Cola, Dr Pepper, Elsass Cola, Meuh Cola, Pepsi-Cola, Sinalco Cola, Virgin Cola, Royal Crown Cola, Berry Cola, Ubuntu Cola, Vendée Cola, Vitamont Cola (bio et équitable), Kik Cola (Québec), et Ice (Boisson économique d'origine marocaine).
En Chine populaire, Coca-Cola est concurrencé par Wahaha et Jiaduobao fabriquant respectivement de l'eau purifiée et des thés aux herbes.

## Dans la culture
Les publicités Coca-Cola, omniprésentes à travers le monde, s’invitent naturellement dans l’art qui reflète la réalité contemporaine. Elles apparaissent notamment dans les paysages urbains de peintres hyperréalistes comme Richard Estes ou dans les photographies d’artistes tels que Brett Weston
Si Coca-Cola suscite une véritable fascination chez certains créateurs, à l’image d'Andy Warhol, pour d’autres, il s’agit d’un élément imposé par la société de consommation. Ainsi, dans les œuvres du peintre Andy Warhol, la célèbre marque s’intègre souvent aux décors des buvettes de plages péruviennes, symbolisant l’influence de l’impérialisme américain.

### Documentaires
- 2013 : Coca-Cola et la formule secrète, film documentaire réalisé par Olivia Mokiejewski (enquête) et Romain Icard (réalisation) et diffusé sur France 2
- 2009 : [vidéo][Production de télévision] « L'affaire Coca-Cola », German Gutiérrez (auteur) et Carmen Garcia (autrice) (85 min)  (consulté le 27 décembre 2023)
- 2021 : Coca-Cola, leader pollueur rréalisé par Laura Mulholland
- 2022 : [vidéo][Production de télévision] « À sec - La grande soif des multinationales », Robert Schmidt, Alexander Abdelilah, Jörg Daniel Hissen (auteurs) sur Arte (52 min)